# Brachytria varia
Brachytria varia är en skalbaggsart som beskrevs av Waterhouse 1877. Brachytria varia ingår i släktet Brachytria och familjen långhorningar. Inga underarter finns listade.